# Нижняя Кийма
Нижняя Кийма — село в Адамовском районе Оренбургской области. Входит в состав Адамовского поссовета.

## География
Село расположено недалеко от районного центра — Адамовки.
Часовой пояс
Село Нижняя Кийма как и вся Оренбургская область, находится в часовой зоне МСК+2. Смещение применяемого времени относительно UTC составляет +5:00.

## Население
| 2010 |
| ---- |
| 402  |